# HitmanPro
HitmanPro (dawniej Hitman Pro) – skaner antymalware stworzony przez firmę SurfRight. Opiera się na technice skanowania w chmurze.
W grudniu 2015 r. firma SurfRight została przejęta przez Sophos. Sophos ogłosił plany wdrożenia technologii SurfRight do produktów autorskich. Program HitmanPro został udostępniony pod nazwą Sophos Clean.